# Attentat de l'église baptiste de la 16e rue
L'attentat de l'église baptiste de la 16e rue est un attentat terroriste à motivation raciste commis le 15 septembre 1963 par des membres du Ku Klux Klan qui a visé l'église baptiste de la 16e rue, une église fréquentée par des Afro-Américains, dans la ville de Birmingham dans l'État de l'Alabama.

## Histoire

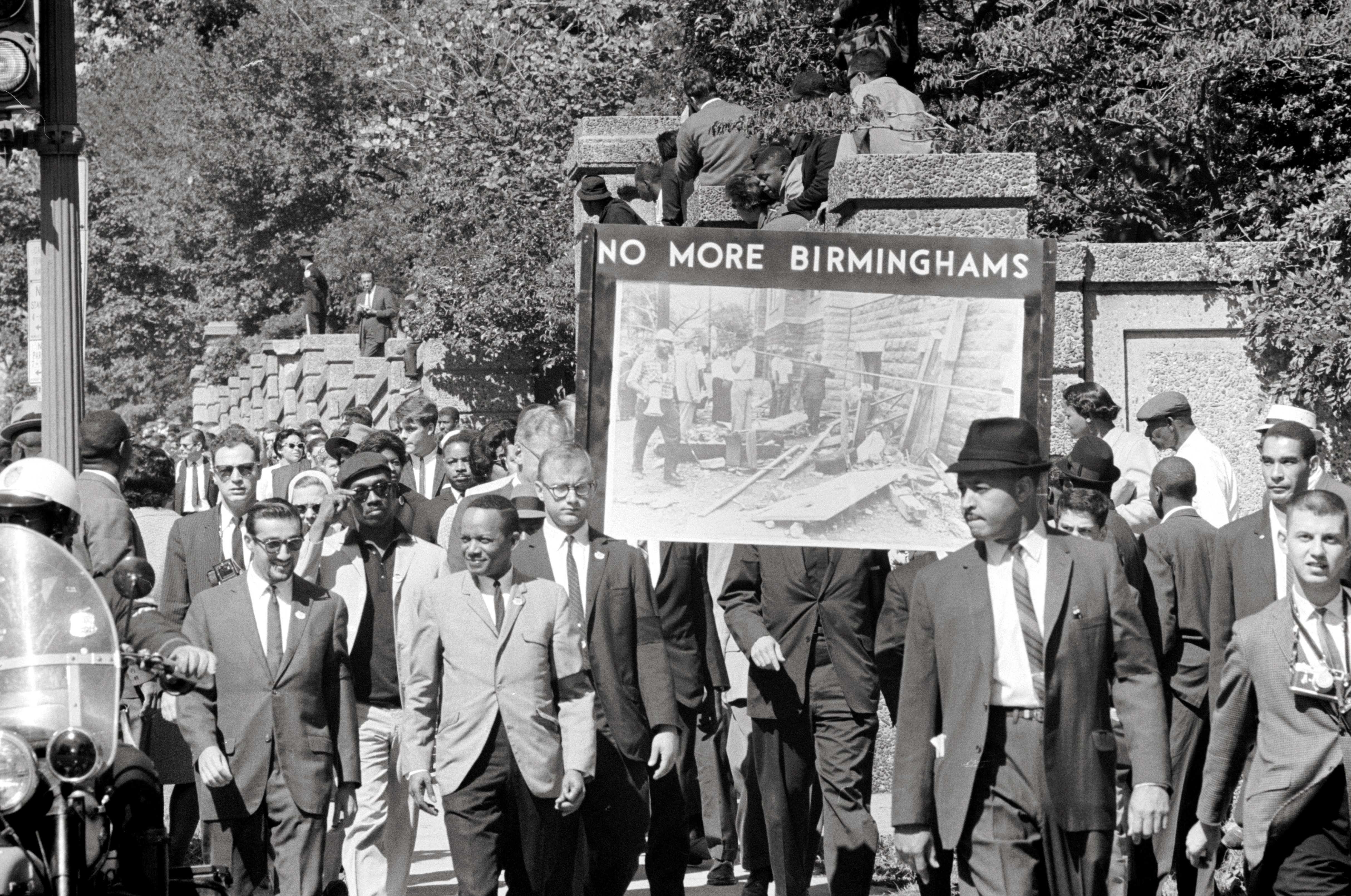
Marche du Congress of Racial Equality en mémoire des victimes le 22 septembre 1963.

### Le contexte
Birmingham était un lieu de tension raciale et un des hauts lieux du mouvement américain des droits civiques. Les revendications des Afro-Américains sont en butte à George Wallace, le gouverneur de l'Alabama, partisan farouche de la ségrégation, qui s'oppose à déségrégation des écoles publiques malgré l'arrêt Brown v. Board of Education de la Cour suprême rendu le 17 mai 1954. En janvier 1963, lors de son investiture au poste de gouverneur, George Wallace déclare « Je trace la ligne dans la poussière et jette le gant aux  pieds de la tyrannie, et je dis ségrégation maintenant, ségrégation demain, ségrégation pour toujours. ». Par ailleurs, George Wallace a le soutien du commissaire chargé de la sécurité publique Eugene “Bull” Connor connu pour son racisme et comme partisan lui aussi de la ségrégation. Birmingham est également le lieu d'une section très active de l'organisation terroriste le Ku Klux Klan, auteur de différents attentats qui font surnommer Birmingham Bombingham (en) qui a été le théâtre entre 1947 et 1965 d'une cinquantaine d'attentats à la bombe,. 
La population afro-américaine était victime d'entraves multiples à l'emploi et à l'inscription sur les listes électorales, la résistance à ces dénis à ces droits constitutionnels est animée par le révérend Fred Shuttlesworth où il a fondé l'Alabama Christian Movement for Human Rights. Victime de plusieurs attentats commis par les terroristes du Klan, il fait appel à Martin Luther King,. C'est ainsi qu'en 1963, est lancée la Campagne de Birmingham organisée par la Southern Christian Leadership Conference (SCLC), le Congress on Racial Equality (CORE) et l'Alabama Christian Movement for Human Rights (en) menée par Martin Luther King, James Bevel, Ralph David Abernathy, John Lewis et d'autres,,.

### La Campagne de Birmingham
Durant le mois d'avril 1963, les premiers sit-in ont lieu, malgré une décision judiciaire qui les interdit, ce qui entraîne l'arrestation de Martin Luther King et de Raplh Abernathy à la suite d'une manifestation pacifique le 12 avril 1963. En prison, 16 avril 1963, Martin Luther King écrit la Lettre de la prison de Birmingham, où il fait l'apologie de l'action non violente pour faire aboutir les revendications des Afro-Américains,. 
À la suite de cette lettre ouverte, du 2 au 5 mai 1963 plus de 1 000 jeunes élèves défilent, ces manifestations sont passées dans l'histoire sous le nom de Birmingham Children's Crusade (en), plusieurs enfants sont matraqués et emprisonnés. Le 10 mai 1963 des représentants des organisations blanches et afro-américaines de Birmingham se mettent d'accord sur un plan de déségrégation, en réaction, le Ku Klux Klan fait éclater une bombe au domicile A. D. King (en), le frère de Martin Luther King qui habite Birmingham. L'émotion soulevée par la répression de la Campagne de la Birmingham et l'entêtement du gouverneur George Wallace amènent le président John Fitzgerald Kennedy à prononcer un discours à la télévision le 11 juin 1963 où il appelle les membres du Congrès à faire passer une loi garantissant l'exercice des droits civiques pour tous quelle que soit sa couleur de peau. Le 15 septembre 1963, en rétorsion aux diverses avancées de la déségrégation notamment dans les établissements scolaires, quatre terroristes, membres du Klan,  déposent une bombe à retardement dans l'escalier de l'église baptiste de la 16e rue, qui mène à salle de catéchisme, elle éclate à 10 h 22,,,,,,,. 

### L'attentat et ses suites
L'attentat a tué quatre jeunes filles (Addie Mae Collins, Carole Robertson, Cynthia Wesley et Denise McNair) et en a blessé vingt-deux autres,,,,,,,. 
Commis par quatre membres de l'organisation terroriste le Ku Klux Klan — Thomas Edwin Blanton Jr., Herman Frank Cash (en), Robert Edward Chambliss et Bobby Frank Cherry —, l'attentat s'est effectué par la dépose devant l'entrée de l'église d'une bombe à retardement composée de bâtons de dynamite.
Les auteurs sont confondus par le Federal Bureau of Investigation (FBI) en 1965 mais ce n'est qu'en 1977 qu'a lieu la condamnation de Chambliss. Blanton et Cherry, eux sont condamnés au début des années 2000 tandis que Cash est mort non jugé en 1994,,,,,.
Cet attentat marque un tournant dans le mouvement américain des droits civiques et contribue à l'adoption et à la promulgation du Civil Rights Act de 1964.

## Postérité
En réaction à l'attentat, Nina Simone écrit l'une de ses plus célèbres chansons engagées, Mississippi Goddam.
En 1997, le réalisateur Spike Lee tourne un documentaire 4 Little Girls qui retrace la chronologie de l'attentat, émaillée d'images d'époque et d'interviews des familles des victimes et des témoins encore survivant,. 
Depuis 2013, une sculpture intitulée Four Spirits est consacrée en mémoire des quatre principales victimes dans le parc Kelly Ingram (en) de Birmingham.
En 2013, la Médaille d'or du Congrès a été remise à titre posthume par le président Barack Obama aux quatre jeunes filles tuées dans l'attentat,.

## Pour approfondir

#### Essais
- (en-US) Martin Luther King Jr., Why We Can't Wait, Signet, 1 juillet 1964, rééd. 1 janvier 2000, 159 p. (ISBN 9780451527530, lire en ligne),
- (en-US) Stephen Currie, The Birmingham Church Bombing, Lucent Books, 31 mai 2006, 112 p. (ISBN 9781590188422, lire en ligne),
- (en-US) Carole Boston Weatherford, Birmingham, 1963, WordSong, 1er septembre 2007, 48 p. (ISBN 9781590784402, lire en ligne),
- (en-US) Robert H. Mayer, When the Children Marched: The Birmingham Civil Rights Movement, Enslow Publishers, 1er février 2008, 184 p. (ISBN 9780766029309, lire en ligne). ,
- (en-US) Lisa Klobuchar (dir.), Katie Van Sluys et Steve Remy, 1963 Birmingham Church Bombing : The Ku Klux Klan's History of Terror, Minneapolis, Minnesota, Compass Point Books, 2009, 104 p. (ISBN 9780756540920, lire en ligne),
- (en-US) Shelley Tougas, Birmingham 1963: How a Photograph Rallied Civil Rights Support, Compass Point Books, 1 février 2010, rééd. 2011, 72 p. (ISBN 9780756543983, lire en ligne). ,
- (en-US) Carolyn Maull McKinstry & Denise George, While the World Watched, Tyndale House Publishers, 2011, rééd. 1 septembre 2013, 336 p. (ISBN 9781414336374, lire en ligne),

#### Articles
- (en-US) « Six Dead After Church Bombing », The Washington Post,‎ 16 septembre 1963 (lire en ligne),
- (en-US) Howell Raines, « The Birmingham Bombing », The New York Times,‎ 24 juillet 1983 (lire en ligne),
- (en-US) Kevin Sack, « 2 Charged in 1963 Church Blast That Killed 4 Birmingham Girls », The New York Times,‎ 18 mai 2000 (lire en ligne),
- (en-US) Kevin Sack, « As Church Bombing Trial Begins in Birmingham, the City's Past Is Very Much Presen », The New York Times,‎ 25 avril 2001 (lire en ligne). ,
- (en-US) « Alabama University Professors' View of the Birmingham Bombing Trial », The Journal of Blacks in Higher Education, no 32,‎ été 2001, p. 110-114 (5 pages) (lire en ligne )
- (en-US) Rick Bragg, « 38 Years Later, Last of Suspects Is Convicted in Church Bombing », The New York Times,‎ 23 mai 2002 (lire en ligne),
- (en-US) Michelle O'Donnell, « Bobby Frank Cherry, 74, Klansman in Bombing, Dies », The New York Times,‎ 19 novembre 2004 (lire en ligne). ,
- (en-US) « Man convicted of Birmingham church bombing denied parole », The Los Angeles Times,‎ 3 août 2016 (lire en ligne),
- (en-US) Olivia Waxman, « 16th Street Baptist Church Bombing Survivors Recall a Day That Changed the Fight for Civil Rights », Time,‎ 14 septembre 2018 (lire en ligne),
- (en-US) Jeremy gray, « 16th Street Baptist Church bombing: Photos of the tragedy », Alabama.com,‎ 15 septembre 2018 (lire en ligne),
- (en-US) Karyn Miller, Medzon Robin Young & Ciku Theuri, « 4 Little Girls Died In The 16th Street Baptist Church Bombing In 1963. A 5th Survived », Wbur,‎ 30 avril 2019 (lire en ligne),